# Škoda Auto

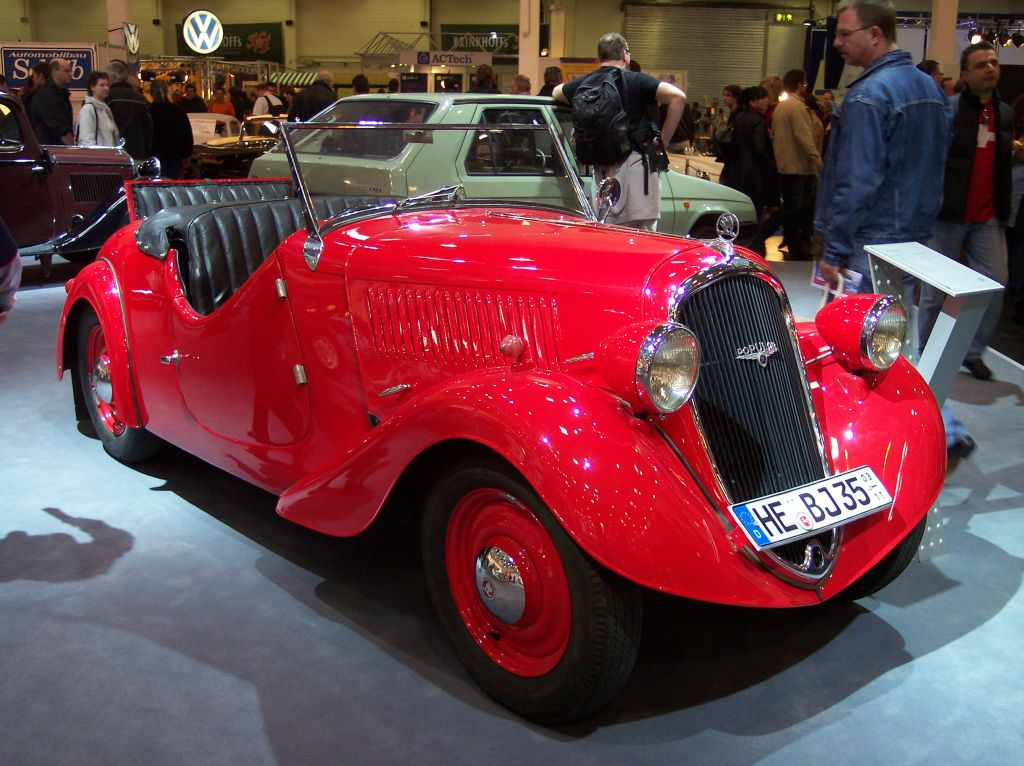
Škoda 420 Popular w wersji cabrio z 1935

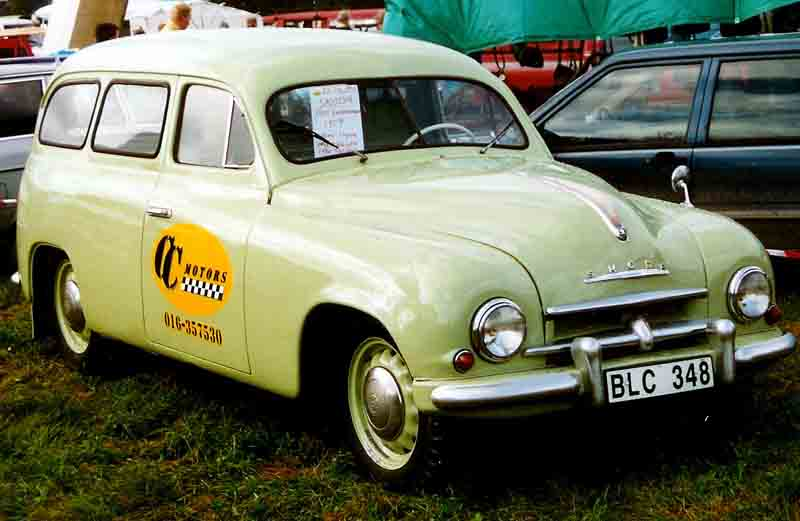
Škoda 1201 z 1959

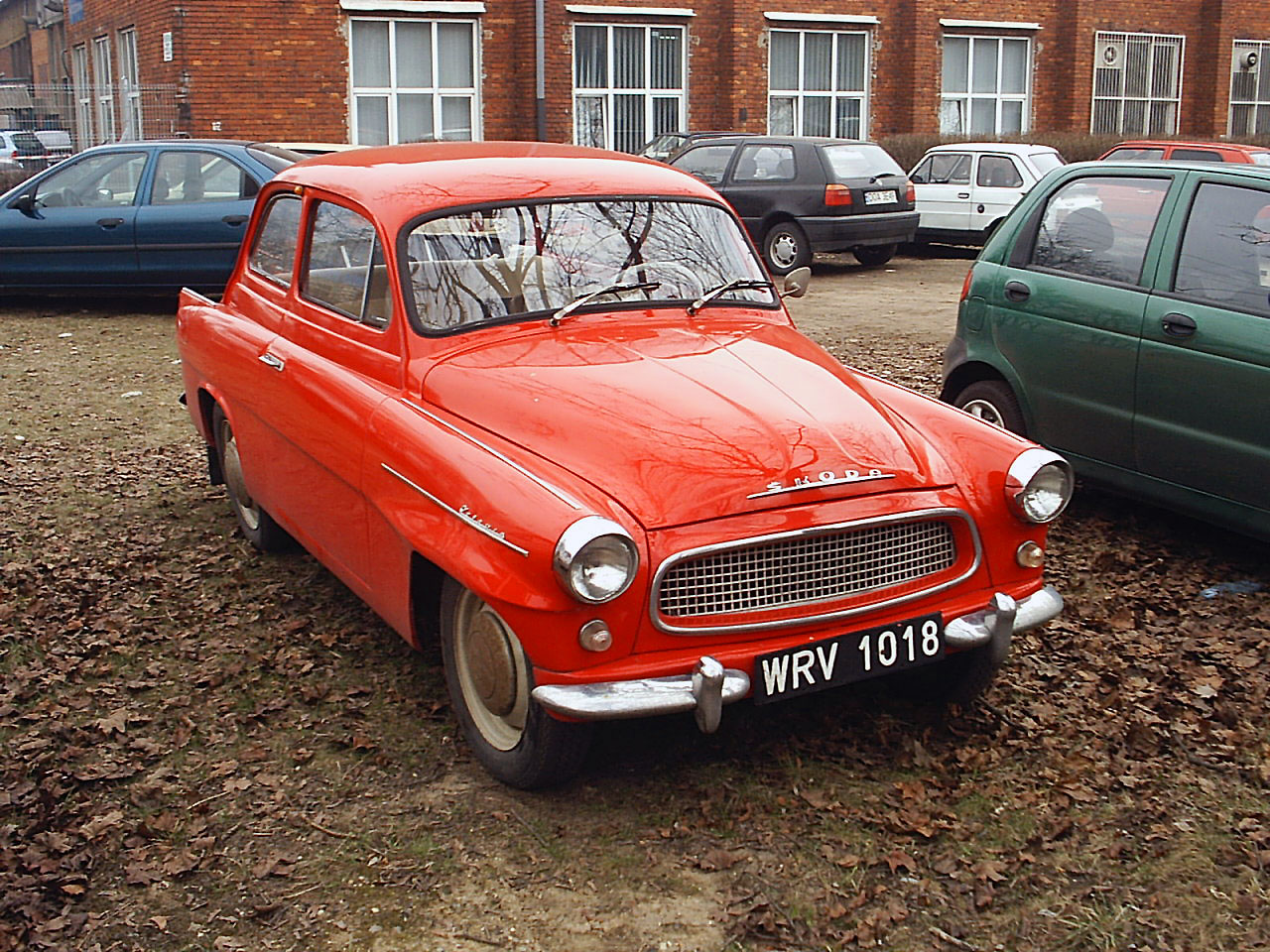
Zabytkowa Škoda Octavia z 1959

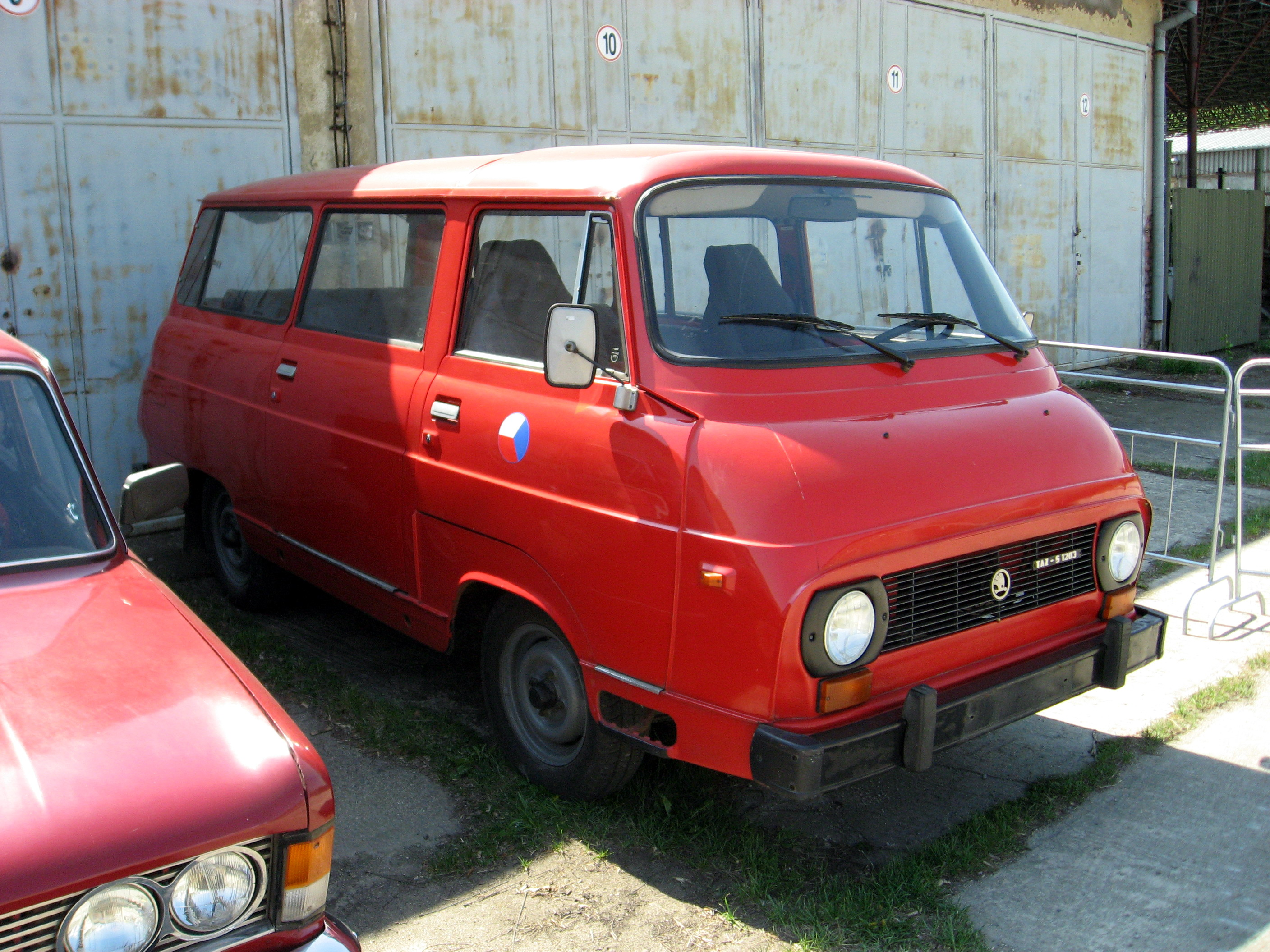
Škoda 1203

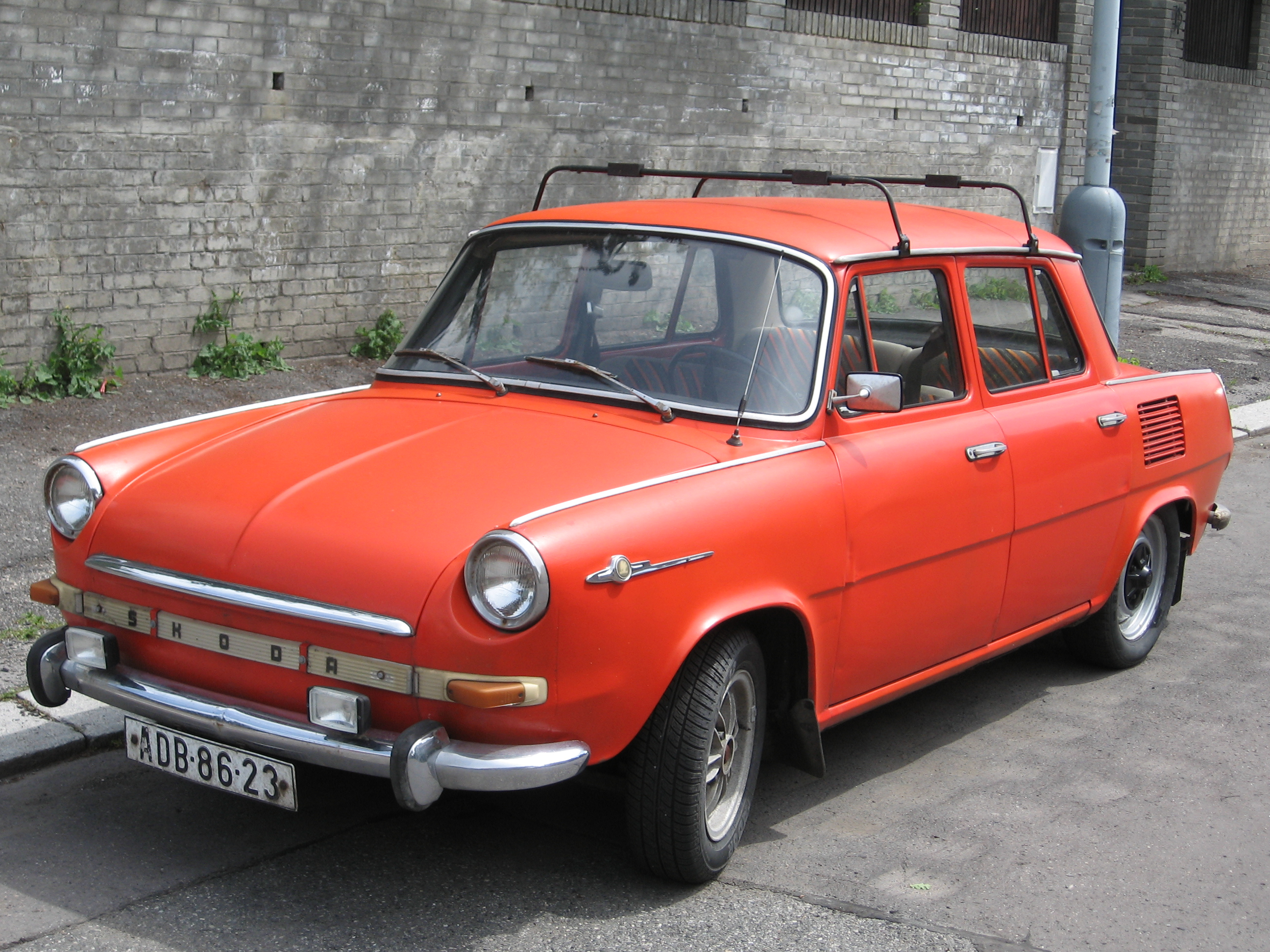
Škoda 1000 MB z 1964

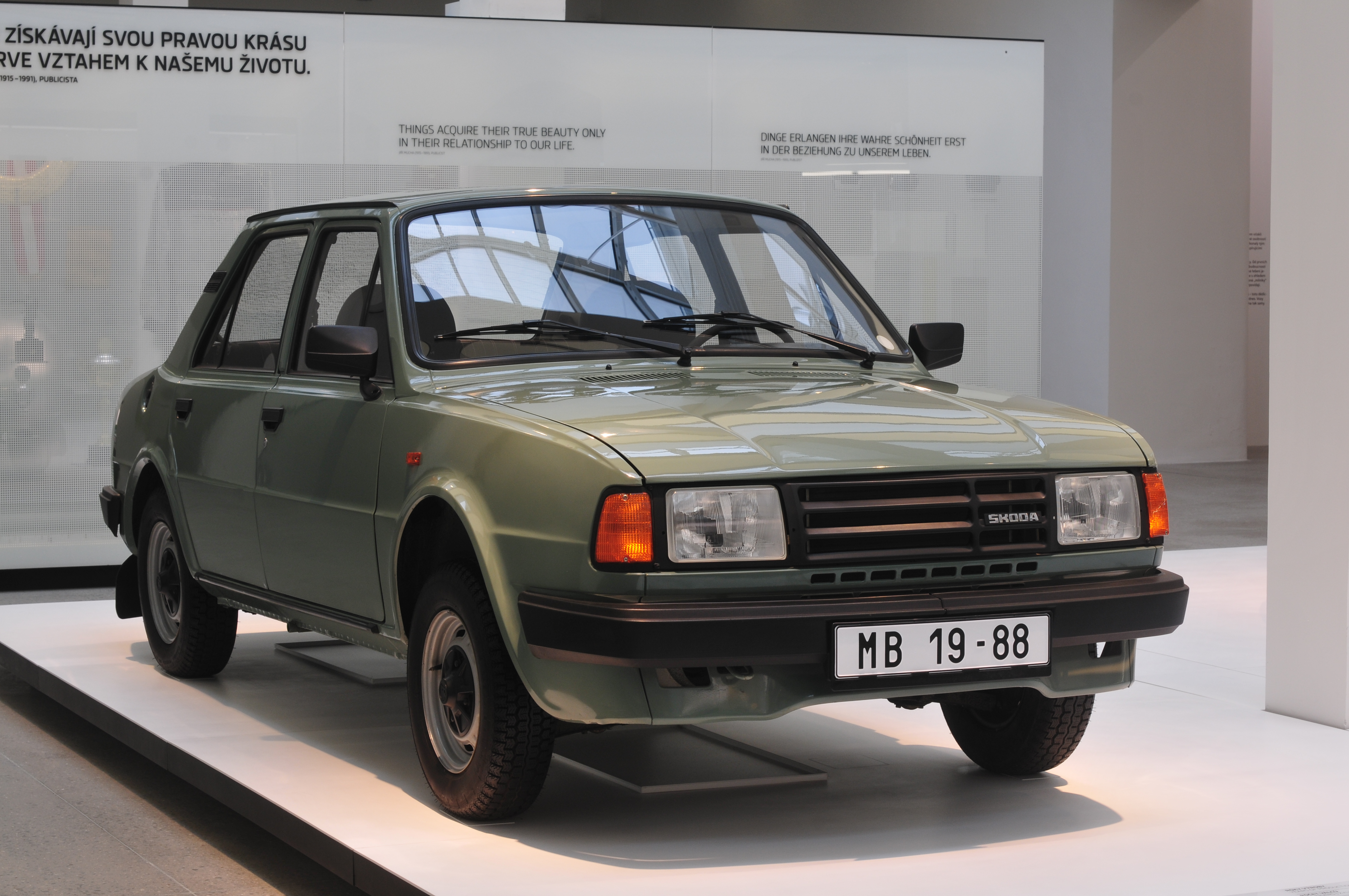
125 L

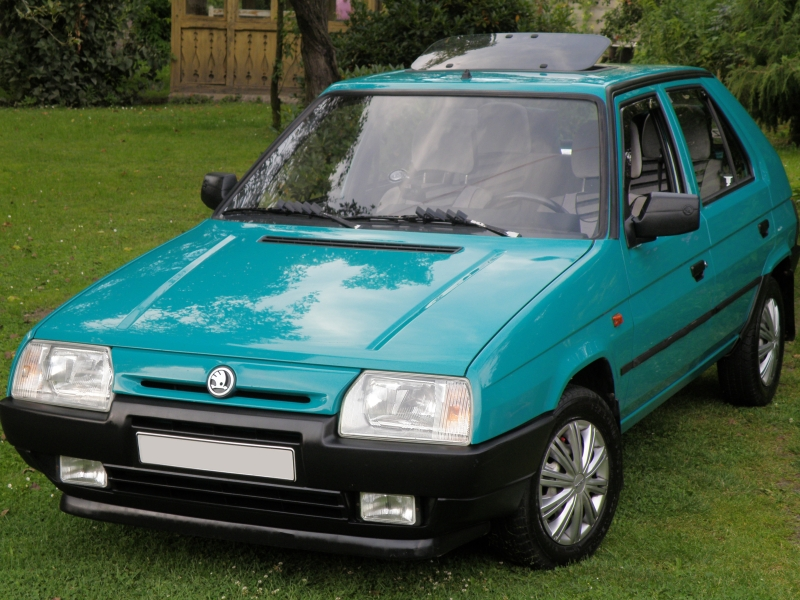
Škoda Favorit z 1989

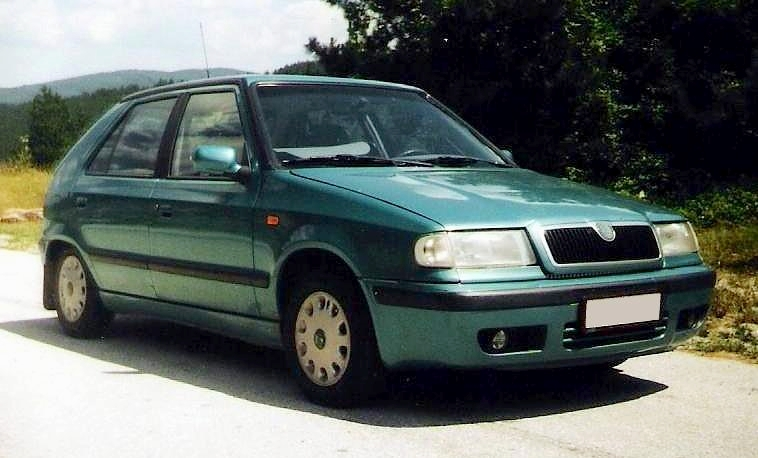
Škoda Felicia z 1998 (po faceliftingu)

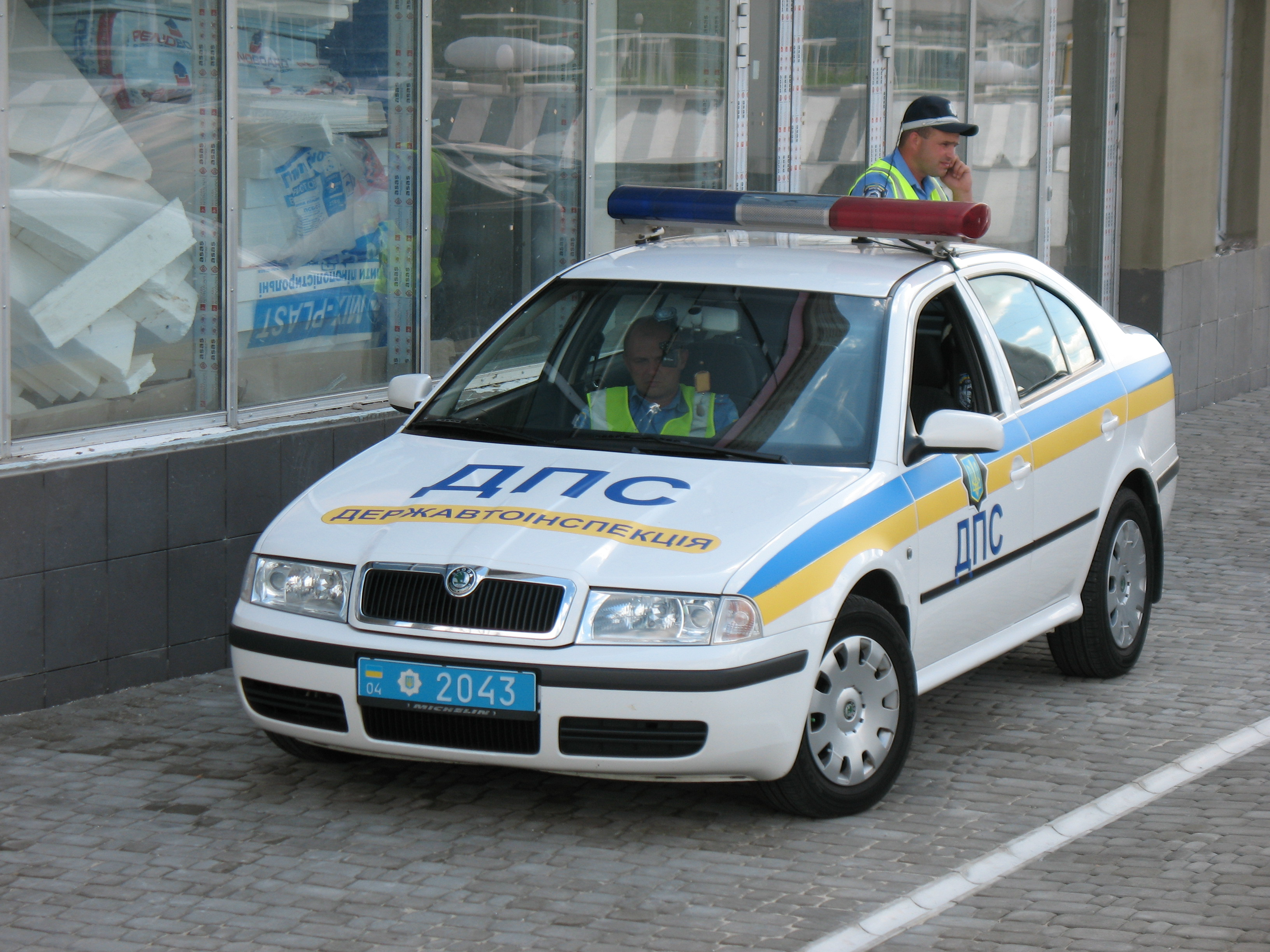
Škoda Octavia I (po faceliftingu)

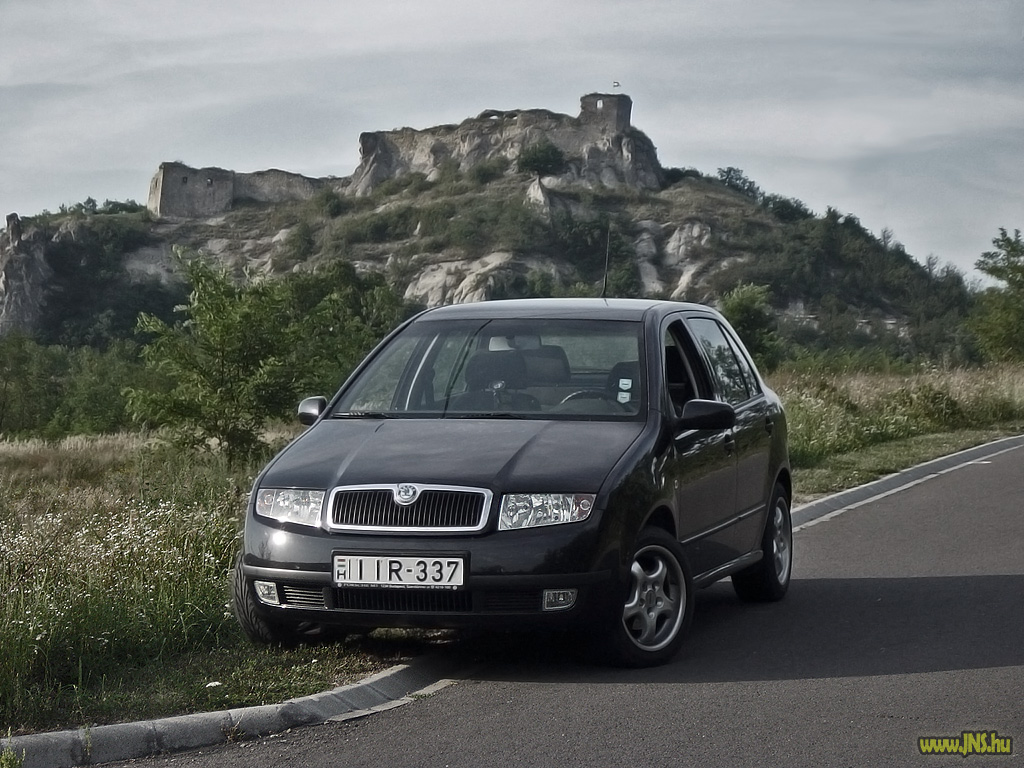
Škoda Fabia I z 2000

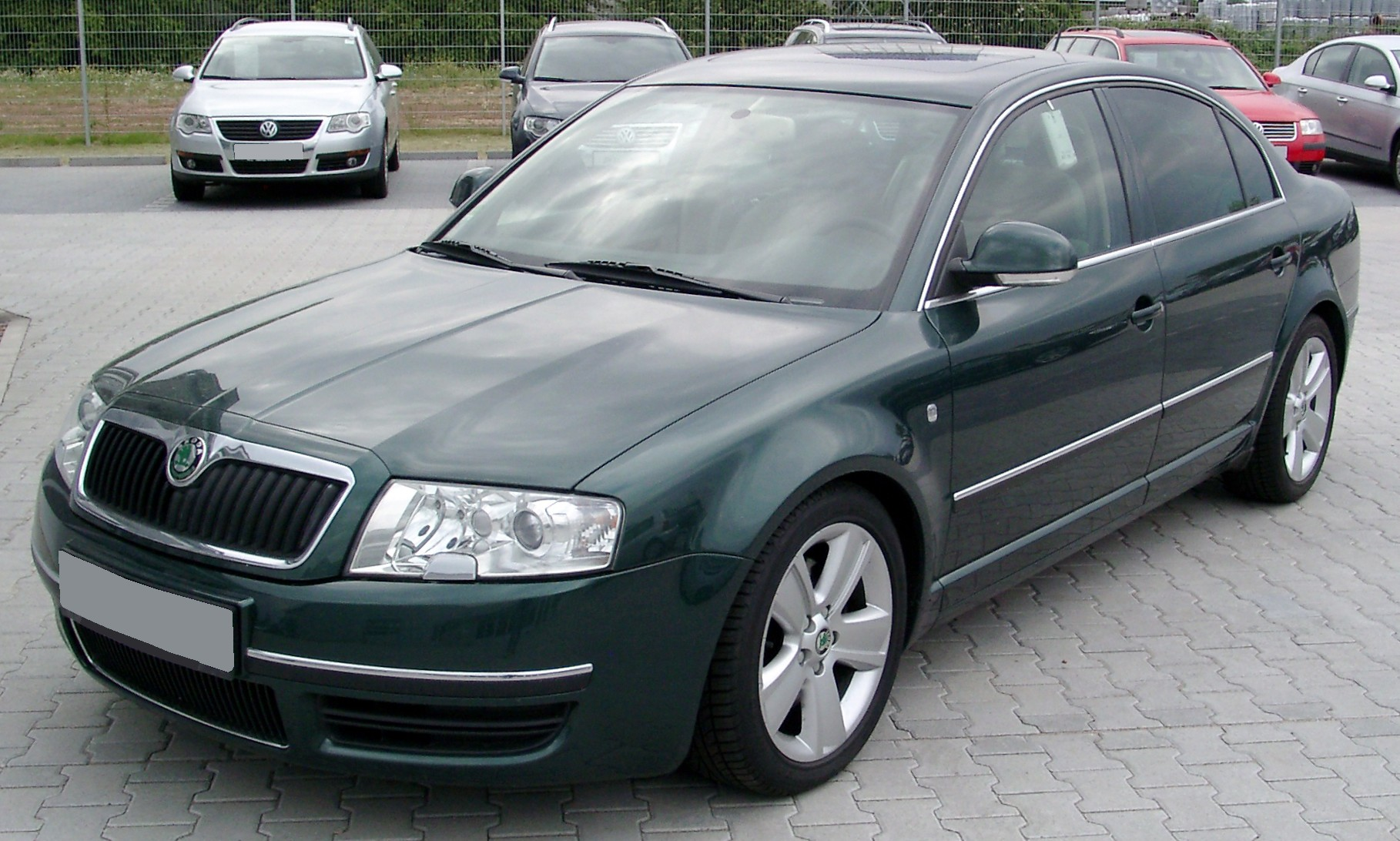
Škoda Superb z 2003

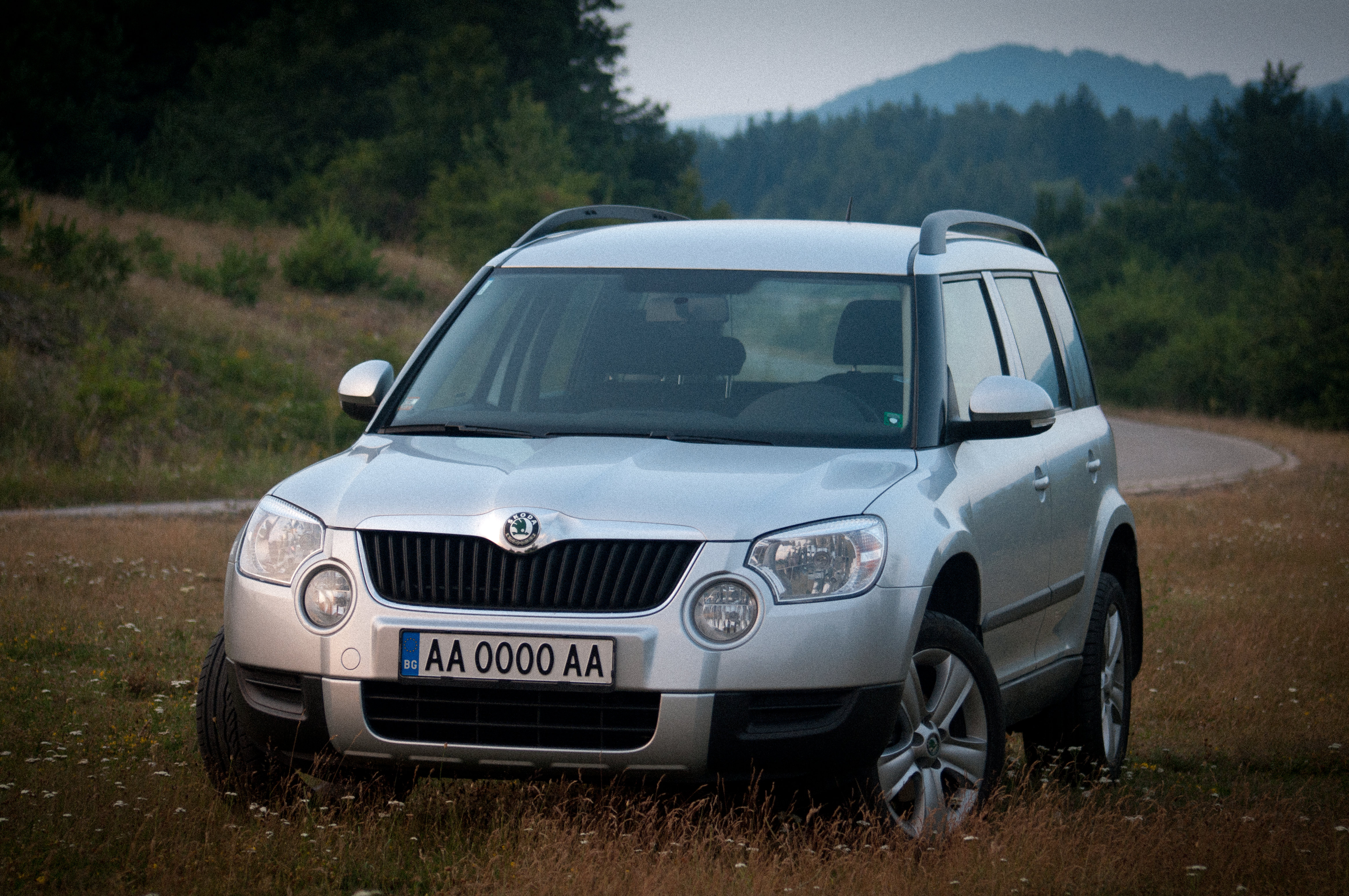
Škoda Yeti z 2009

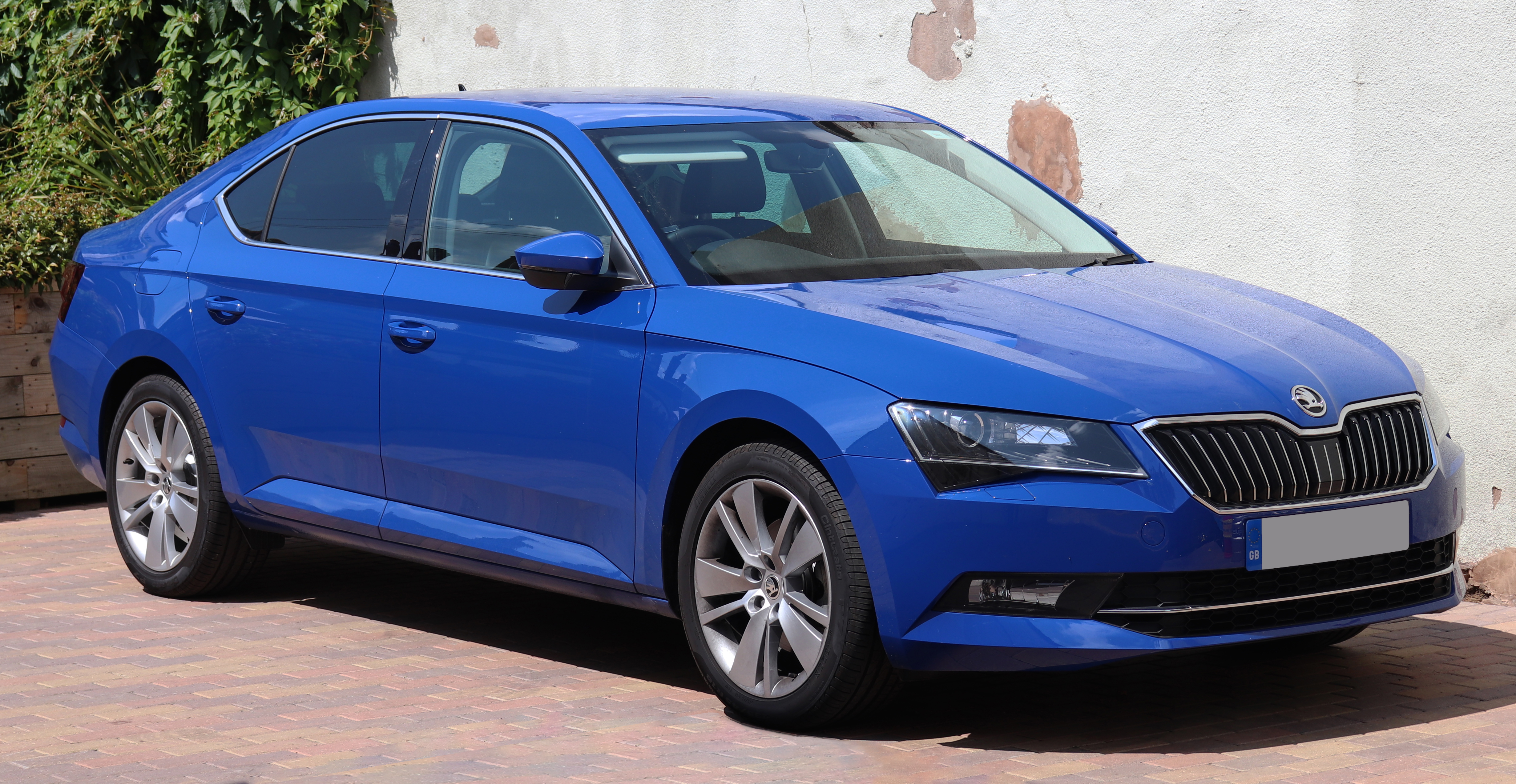
Škoda Superb z 2015

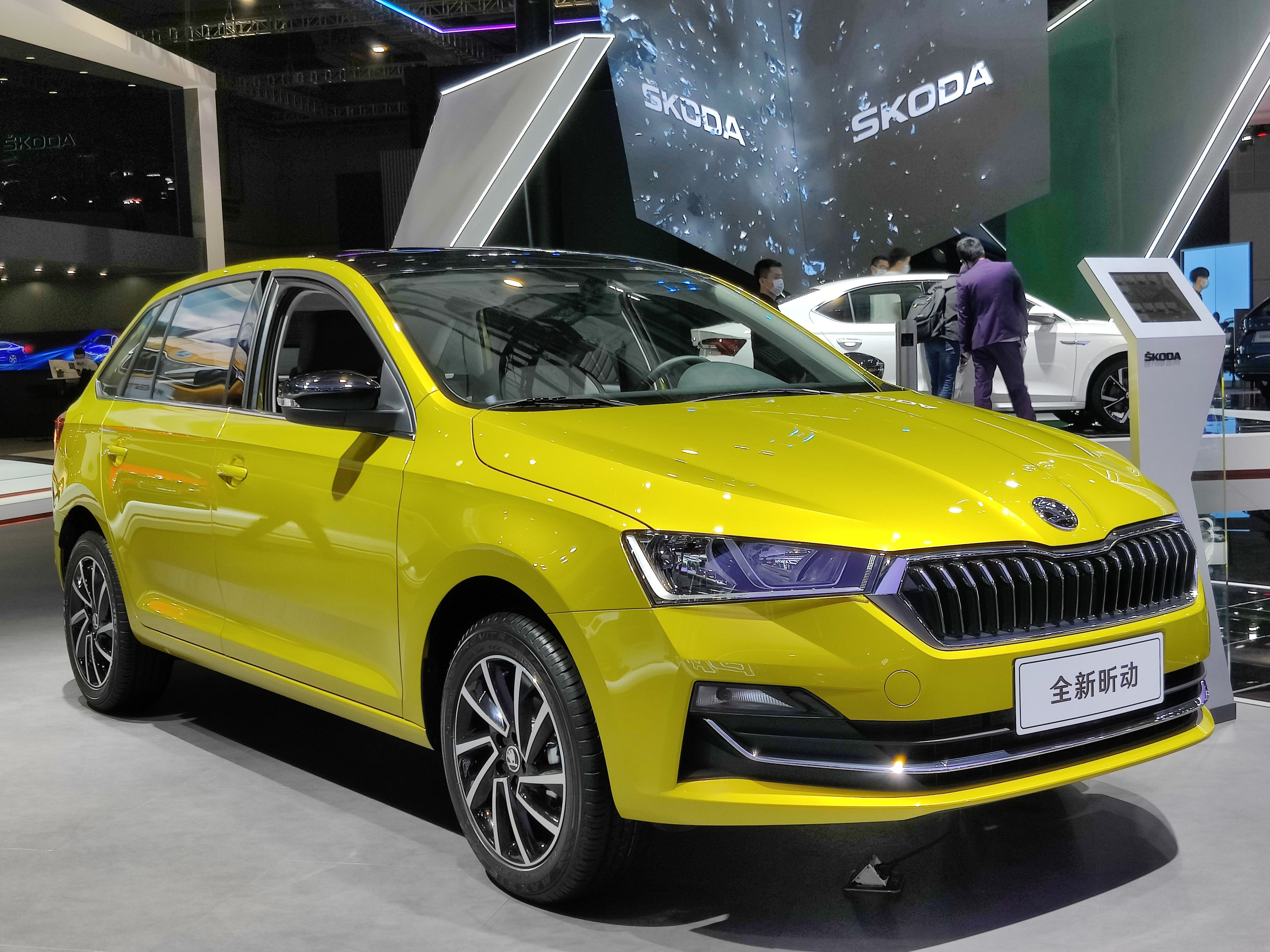
Škoda Rapid Spaceback z 2019

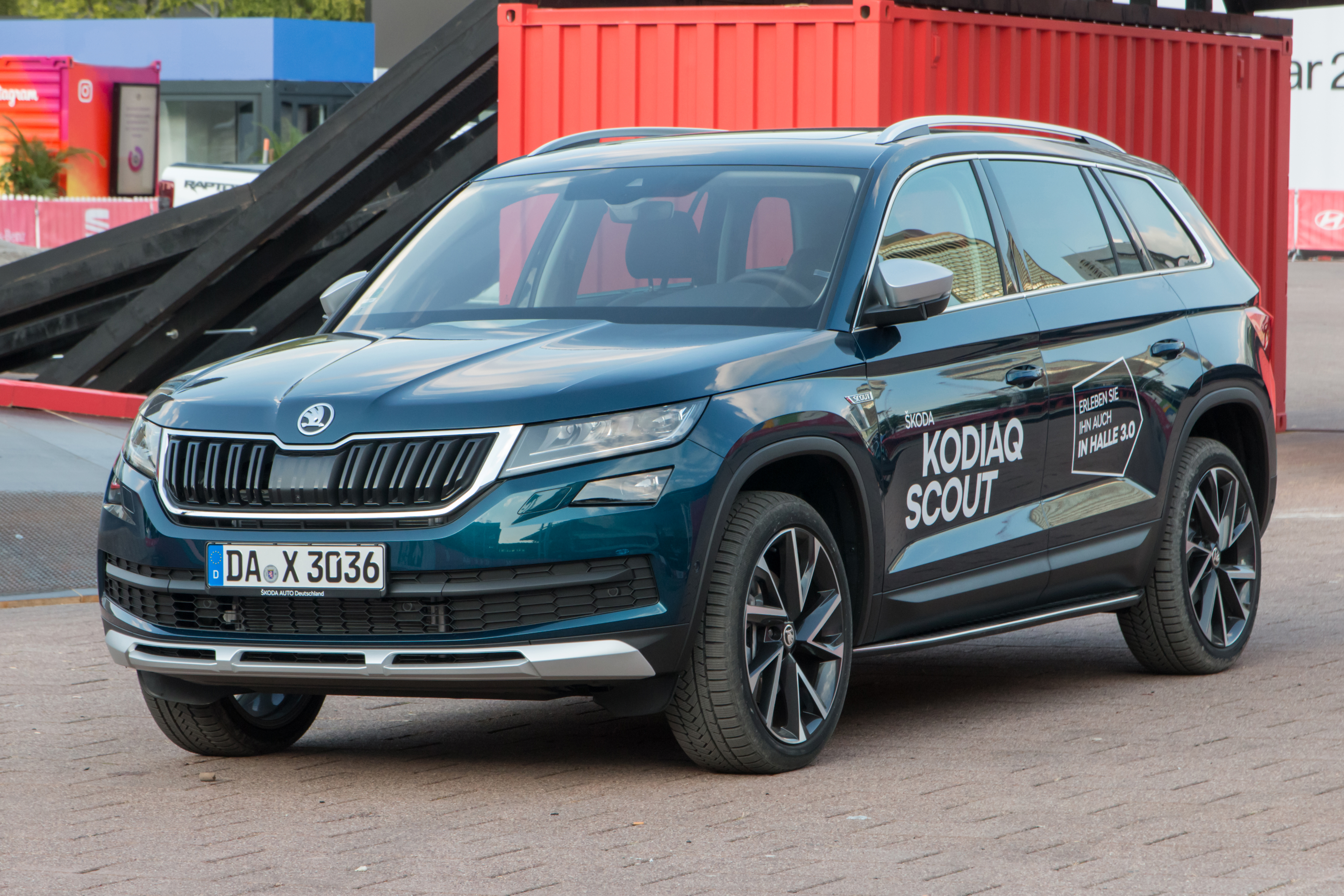
Škoda Kodiaq z 2019

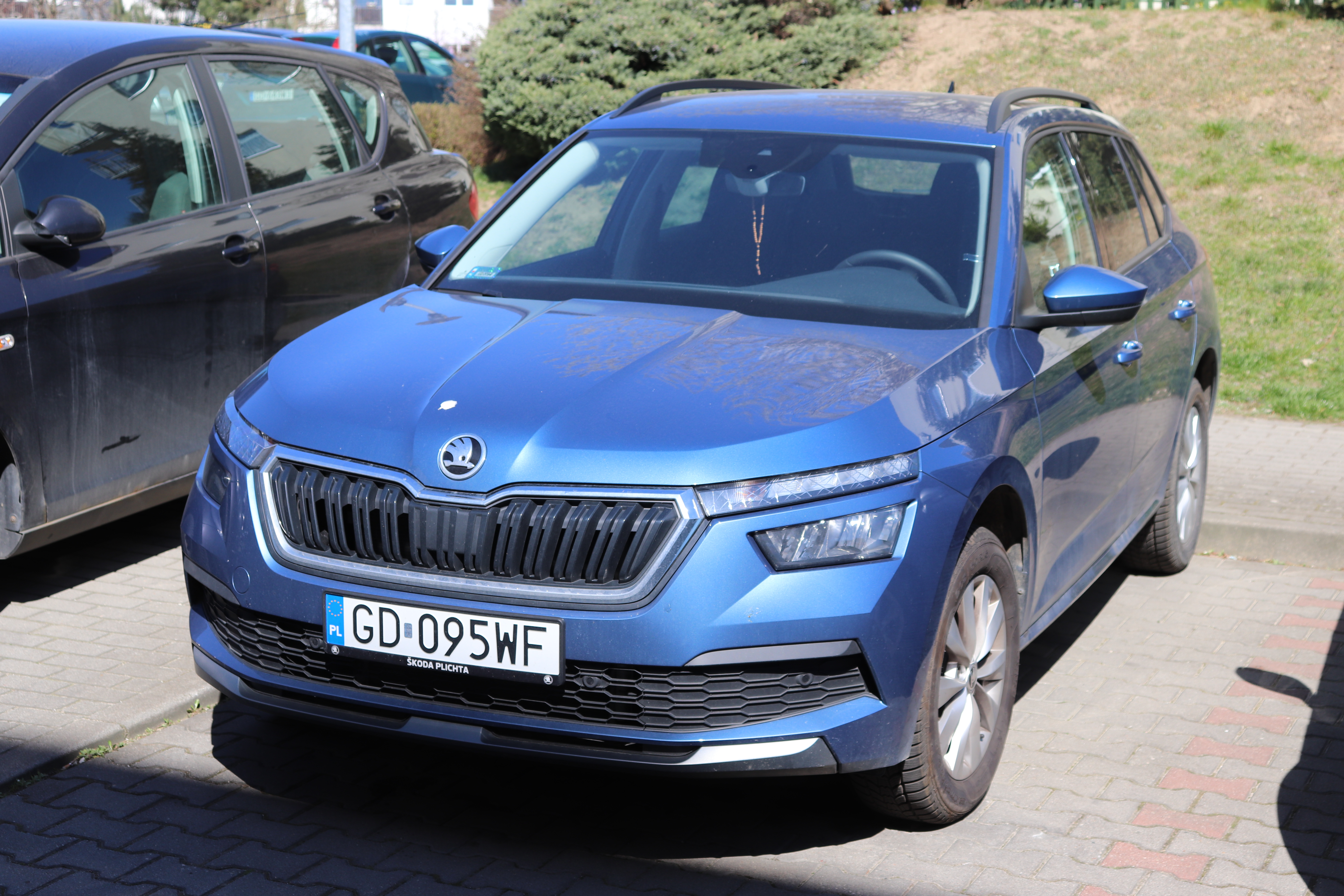
Škoda Kamiq z 2020

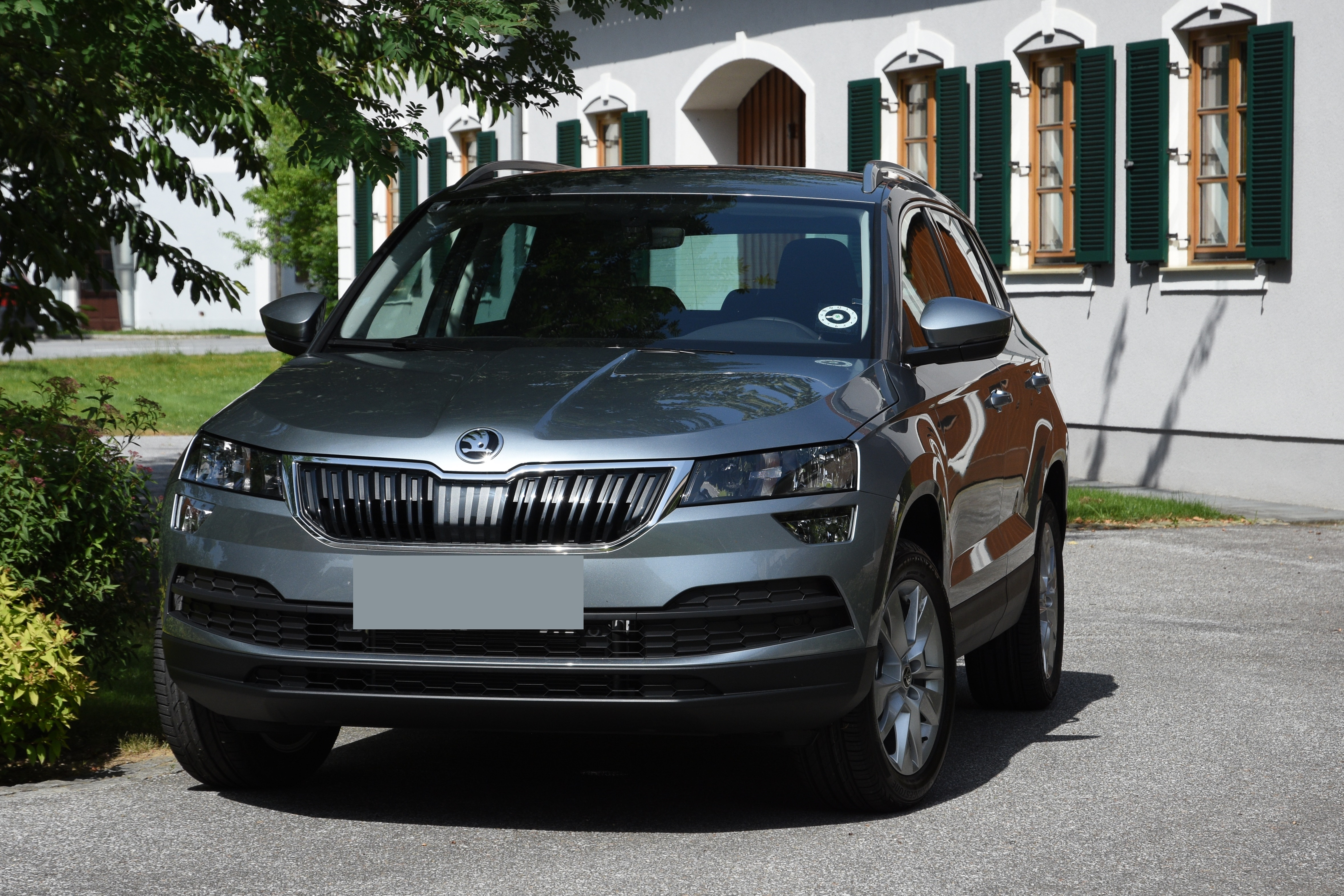
Škoda Karoq z 2017

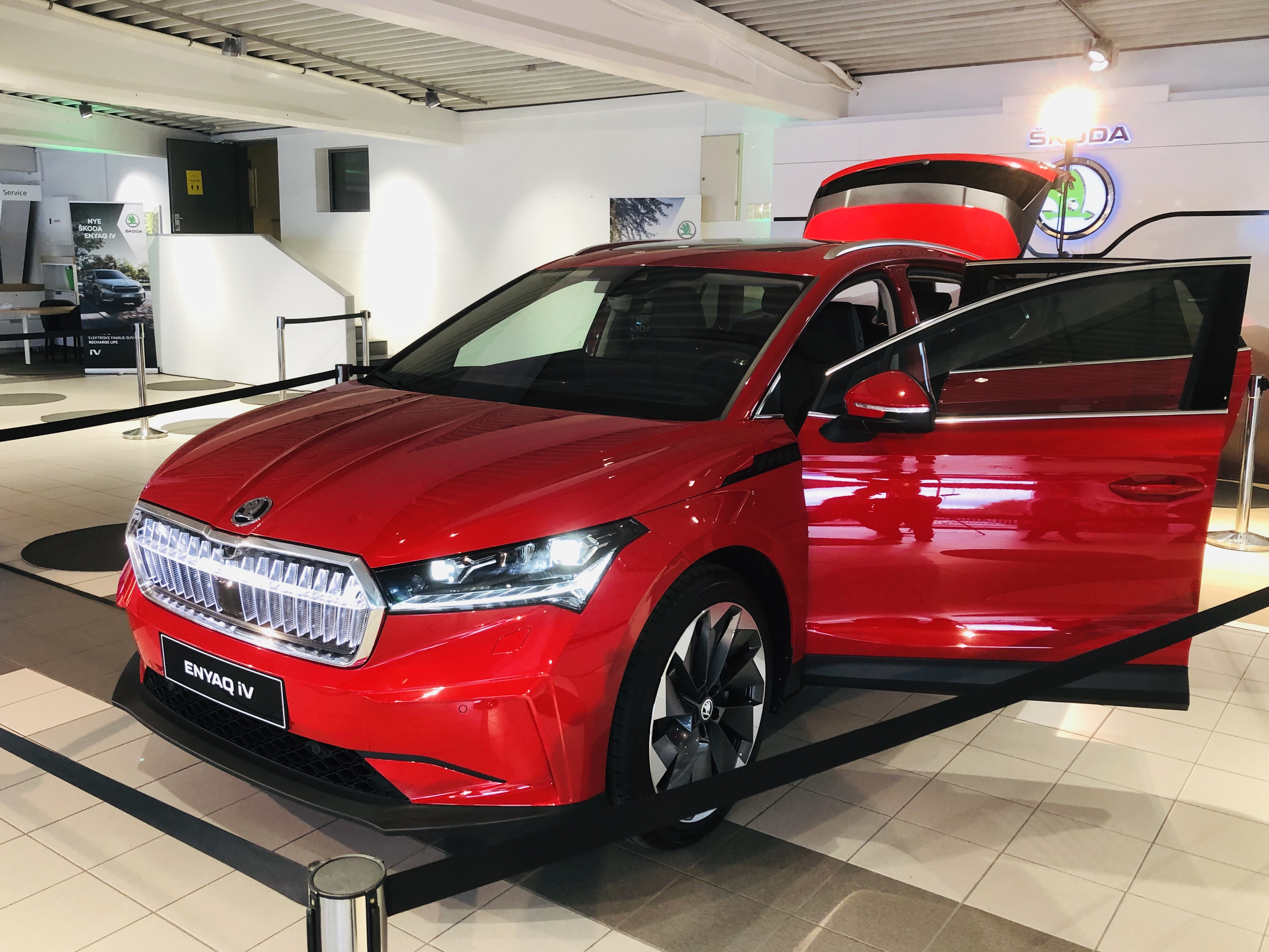
Škoda Enyaq iV z 2020

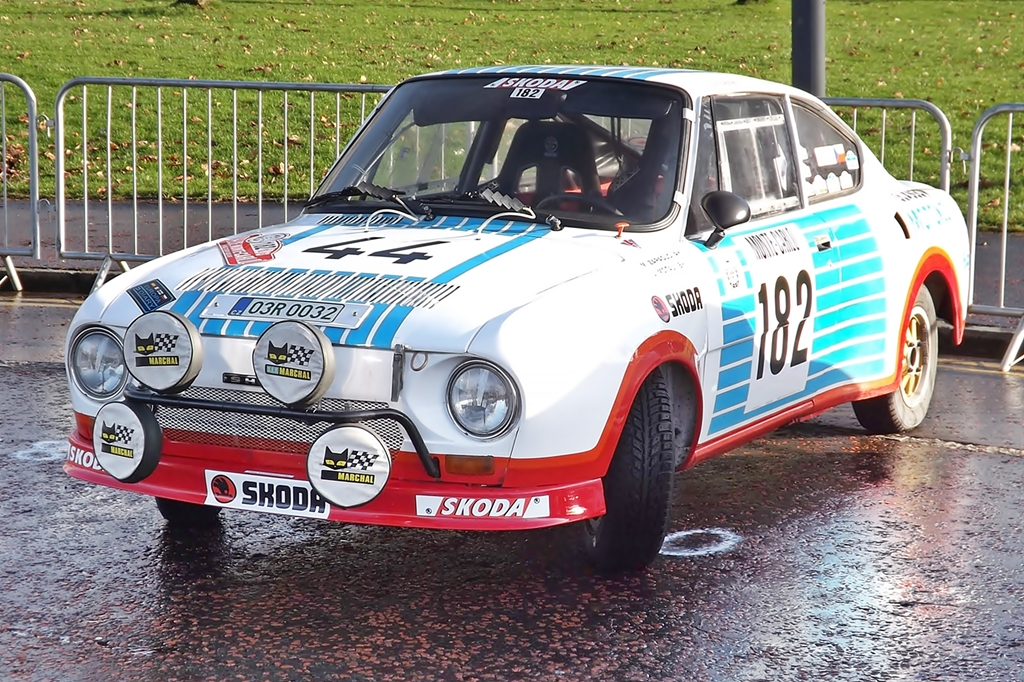
Škoda 130 RS

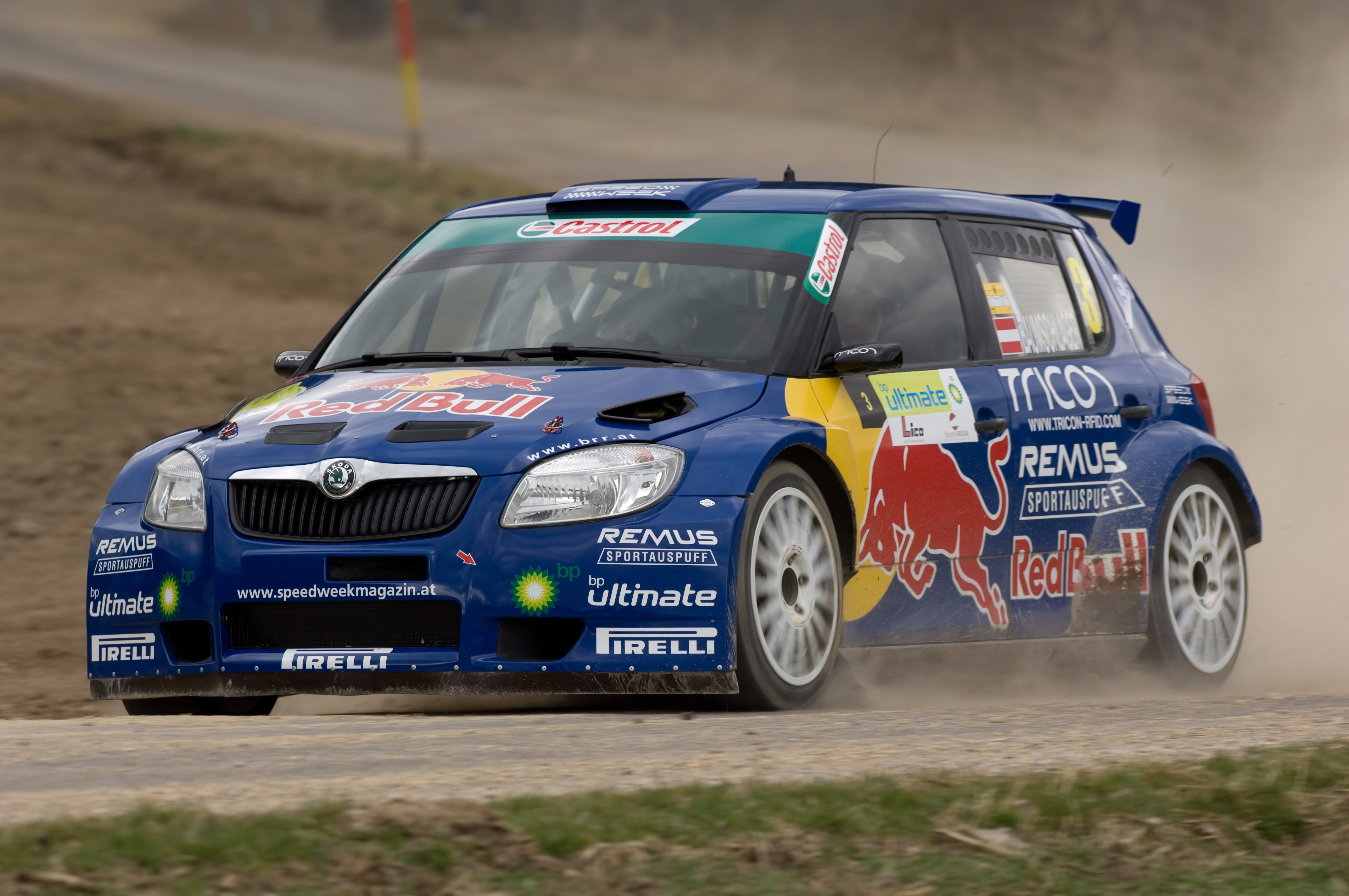
Škoda Fabia S2000

Škoda Auto (wym. [ˈʃkɔda] posłuchajⓘ) – czeski producent samochodów osobowych założony w 1895 roku w Mladej Boleslavi, początkowo jako Laurin & Klement. Od 1991 roku należy do Volkswagen AG.

## Historia
Historia istnienia marki sięga roku 1859, kiedy to w Pilźnie założone zostały zakłady metalowe, które w 1869 roku przejęte zostały przez Emila Škodę od hrabiego Arnosta Waldsteina. Początkowo zajmowały się przemysłem metalowym, a następnie zbrojeniowym. W 1900 roku po śmierci Emila Škody, zakłady należały do największych przedsiębiorstw produkcyjnych na terenie Austro-Węgier. Po I wojnie światowej zakłady zaczęły opuszczać pierwsze samochody. W 1923 roku podpisana została umowa o współpracy z hiszpańską firmą Hispano-Suiza. Rok później zakłady w Pilźnie opuścił pierwszy samochód – model 25/100.
18 grudnia 1895 roku w Mladej Boleslavi rozpoczęła swoją działalność inna firma, założona przez mechanika Václava Laurina i księgowego Václava Klementa pod nazwą Laurin & Klement. Początkowo zajmowała się ona naprawą, a następnie produkcją rowerów pod nazwą Slavia. W 1898 roku fabrykę opuścił pierwszy motocykl. W 1901 roku zbudowany został prototyp auta, który oficjalnie gotowy był dopiero w 1905 roku. Nosił on nazwę Voiturette i wykonany został w liczbie 44 egzemplarzy. W 1907 roku przedsiębiorstwo przekształciło się w spółkę akcyjną, a do gamy modelowej dołączył Laurin & Klement F z 2,5 l silnikiem o mocy 21 KM. Rok później zaprezentowano wersję rajdową modelu oraz mniejszy model G. Do czasu fuzji ze Škodą firma wypuściła jeszcze modele S i M, a także zajęła się produkcją ciężarówek, autobusów, silników lotniczych, maszyn rolniczych, walców oraz w okresie I wojny światowej także uzbrojenia.
W latach 20. XX wieku firma Laurin & Klement zaczęła szukać strategicznego partnera. W 1924 roku zakłady Laurin & Klementa zniszczył pożar. W 1925 roku doszło do fuzji z koncernem Škoda z Pilzna. Rok później podczas międzynarodowej wystawy samochodowej w Pradze zaprezentowano pierwsze auto z Mladej Boleslavi ze znaczkiem Škody. Był to model 150. Samochody produkowano dalej pod marką Škoda. W 1930 roku produkcja pojazdów oparta została na linii montażowej dzięki czemu nowe auta koncernu sprzedawane mogły być w niskich cenach.
Podczas II wojny światowej zakłady włączone zostały do gospodarki III Rzeszy (wcielone do koncernu: Reichswerke Hermann Göring), a produkcję dostosowano niemal w całości do potrzeb militarnych. Fabrykę opuszczały wówczas m.in. gotowe skrzydła samolotów, silniki do ciągników, wały korbowe, koła zębate, magazynki oraz granaty artyleryjskie. W latach powojennych przedsiębiorstwo przekształcone zostało w narodowe zakłady AZNP Mladá Boleslav, które stały się monopolistą na czechosłowackim rynku popularnych aut osobowych, produkowanych pod marką Škoda. Po upadku komunizmu nawiązano współpracę z niemieckim koncernem motoryzacyjnym Volkswagen AG, który 16 kwietnia 1991 roku nabył 30% udziałów spółki. Kilka lat później koncern dokupił kolejne 30% udziałów w spółce, a w 2000 roku stał się jedynym akcjonariuszem spółki, która od 1998 roku nosi nazwę Škoda Auto.
Aby uniknąć polskich ograniczeń celnych, w 1994 roku rozpoczęto montaż samochodów marki Škoda w fabryce Volkswagen Poznań, początkowo w standardzie SKD, a następnie w bardziej zaawansowanym CKD. Montowano tam modele Favorit (sierpień 1994 – marzec 1995), Felicia (wiosna 1995 – zima 2001), Octavia I (1997–2002), Fabia (kwiecień 2000–2002) oraz użytkowy model Pick-up (1998–2001).
Po rozpoczęciu w pierwszej połowie 2007 produkcji w Chinach, w listopadzie marka weszła także na rynek australijski, początkowo z modelami Octavia II oraz Roomster. W 2014 roku roczna sprzedaż Škody przekroczyła milion sztuk.

## Modele samochodów

### Obecnie produkowane

#### Samochody osobowe
- Fabia
- Scala
- Octavia
- Superb

#### SUV-y i crossovery
- Kamiq
- Karoq
- Kodiaq

#### Samochody elektryczne
- Elroq iV
- Enyaq iV

#### Inne rynki
- Rapid – miejski sedan na rynek indyjski.
- Rapid – miejski sedan na rynek chiński.
- Rapid – miejski liftback na rynek rosyjski.
- New Octavia – kompaktowy liftback na rynek chiński.
- Yeti L – miejski crossover na rynek chiński.
- Kamiq – kompaktowy crossover na rynek chiński.
- Kamiq GT – kompaktowy crossover na rynek chiński.
- Kodiaq GT – crossover klasy średniej w stylu coupe na rynek chiński.
- Slavia - subkompaktowy sedan na rynek indyjski

### Historyczne
- Felicia (1994 – 2001)
- Pick-up (1991 – 2001)
- Roomster (2006 – 2015)
- Praktik (2007 – 2015)
- Yeti (2009 – 2015)
- Rapid (2012 – 2019)
- Rapid Spaceback (2013 – 2019)
- Citigo (2011 – 2019)
- Citigo-e iV (2019 – 2020)

### Historyczne (pozostałe)
- 4R
- R6
- 100
- 104
- 105
- 110
- 120
- 125
- 130
- 135
- 136
- 150
- 154
- 206
- 254
- 256
- 304
- 306
- 404
- 418
- 420
- 422
- 430
- 440
- 445
- 450
- 504
- 506
- 606
- 633
- 637
- 640 Superb
- 645
- 650
- 706
- 806
- 860
- 903
- 973
- 1000 MB
- 1100 MB
- 1101/1102
- 1200
- 1201
- 1202
- 1203
- Favorit (1936)
- Favorit
- Felicia (1959)
- Forman
- Garde
- Hispano-Suiza
- Octavia
- Popular Sport – Monte Carlo
- Popular OHV typ 912
- Popular 1100 OHV typ 927
- Popular 995 typ 937
- Popular 1101 typ 938
- Rapid (1935)
- Rapid (1981)
- RSO
- Superb (1934)
- Trekka
- VOS

### Modele prototypowe
- 932 – 1932
- 215 – 1933
- 935 – 1935
- Sagitta – 1936
- 532 – 1938
- 536 – 1939
- 950 – 1947
- 1101 Taub – 1947
- MOŽ-2 – 1951
- Karosa – 1956
- 976 – 1956
- 977-1 – 1956
- 978 – 1956
- 977-2 – 1957
- 979 – 1957
- 988 – 1957
- 989 – 1958
- 990 – 1960
- 991 – 1962
- 997 Z – 1962
- 998 – 1962
- Mikrobus – 1965
- Winetou – 1967
- 740 – 1971
- 727 – 1972
- 736 – 1972
- 740 – 1972
- 1500V – 1972
- 742 C – 1977
- 130 RS – 1978
- Furgonet – 1983
- 780 – 1983
- 110 Long – 2000
- Ahoj! – 2002
- Montreux – 2002
- Superb Combi – 2002
- Tudor – 2002
- ENVE – 2004
- Joyster – 2006
- MissionL – 2011
- Vision D – 2011
- VisionC – 2014
- CitiJet - 2014
- FUNstar - 2015
- Atero – 2016
- VisionS – 2016
- Vision E – 2017
- Vision RS – 2018
- Vision X – 2018
- Sunroq - 2018
- Vision iV – 2019
- Mountiaq - 2019
- 720
- 760
- 761
- 762
- 763
- 764
- 765
- 1500

### Samochody rajdowe i wyścigowe
- Popular Sport – 1936
- Sport – 1949
- Supersport – 1950
- Sport 1500 – 1953
- Střela 1100 – 1956
- 1101 OHC – 1957
- F3 – 1963
- 1000 MB B5 – 1969
- 1600 MB B5 – 1970
- 1800 MB B5 – 1970
- 110 L Raylle – 1970
- 110 R Raylle – 1970
- 1100 GT – 1970
- 110 Supersport – 1971
- Spider B5 – 1972
- 120 S Raylle – 1973
- 180 RS – 1974
- 200 RS – 1974
- Spider – 1975
- 2000 MI – 1975
- 120 L/A – 1976
- 120 LS – Sport – 1976
- 130 RS – 1977
- 130 RS Monte Carlo – 1977
- 130 RS A5 – 1977
- Baghira Spider – 1977
- 130 RS ÚVMV – 1978
- Dakos A5 – 1979
- 120 L A2 – 1980
- Garde Turbo Salamandra – 1983
- 130 LR – 1984–1988
- 130 R – 1989
- Favorit 136 L/A – 1989
- Favorit H – 1991
- Felicia Kit Car – 1996 i 1998
- Octavia WRC – 1999–2003
- Octavia Cup – 2001
- Fabia WRC – 2003
- Fabia Brisk RS 01 WRC – 2007
- Fabia S2000 – 2007
- Fabia R5 – 2015

## Zakłady produkcyjne
Trzy główne fabryki Škody ulokowane zostały w trzech czeskich miejscowościach:
- Mladá Boleslav
- Vrchlabí
- Kvasiny.

Oprócz zakładów w Czechach produkcję pojazdów ulokowano także w:
- Poznaniu – Volkswagen Poznań
- Sarajewie (Bośnia i Hercegowina)
- Sołomonowie (Ukraina)
- Aurangabadzie (Indie)
- Ust-Kamienogorsku (Kazachstan)
- Szanghaju (Chiny)
- Kałudze (Rosja)
- Bratysławie (Słowacja).

## Muzeum Škody
W Mladej Boleslavi znajduje się muzeum motoryzacyjne ukazujące historię przedsiębiorstwa Škoda Auto oraz Laurin & Klement.

## Nagrody i wyróżnienia
- Laureat nagrody w konkursie e-Commerce Polska Awards 2019[6]